# روني غوستاف
روني غوستاف (بالإنجليزية: Ronnie Gustave)‏ (30 مايو 1972 بدومينيكا - ) هو مدرب كرة قدم ولاعب كرة قدم دومينيكي في مركز الوسط. شارك مع منتخب دومينيكا لكرة القدم.

## وصلات خارجية
- روني غوستاف على موقع الاتحاد الدولي (مؤرشف)  (الإنجليزية)
- روني غوستاف على موقع قاعدة بيانات كرة القدم.إي يو (الإنجليزية)